# Ana Sofia de Brandemburgo
Ana Sofia de Brandemburgo (em alemão:  Anna Sophia; Berlim, 18 de março de 1598 – Berlim, 19 de dezembro de 1659) foi princesa de Brandemburgo por nascimento, e duquesa de Brunsvique-Luneburgo e princesa de Brunsvique-Volfembutel como esposa de Frederico Ulrico.

## Família
Ana Sofia foi a segunda filha e  criança nascida de João Segismundo, Eleitor de Brandemburgo e da duquesa Ana da Prússia.
Os seus avós paternos eram Joaquim III Frederico, Eleitor de Brandemburgo e Catarina de Brandemburgo-Küstrin. Os seus avós maternos eram Alberto Frederico, Duque da Prússia e Maria Leonor de Cleves.
Ela teve sete irmãos, entre eles: Jorge Guilherme, Eleitor de Brandemburgo, marido de Isabel Carlota do Palatinado;  Maria Leonor de Brandemburgo, consorte do rei Gustavo II Adolfo da Suécia, e mãe da rainha Cristina da Suécia; Catarina, esposa de Gabriel Bethlen e mais tarde princesa eleita da Transilvânia, etc.

## Biografia

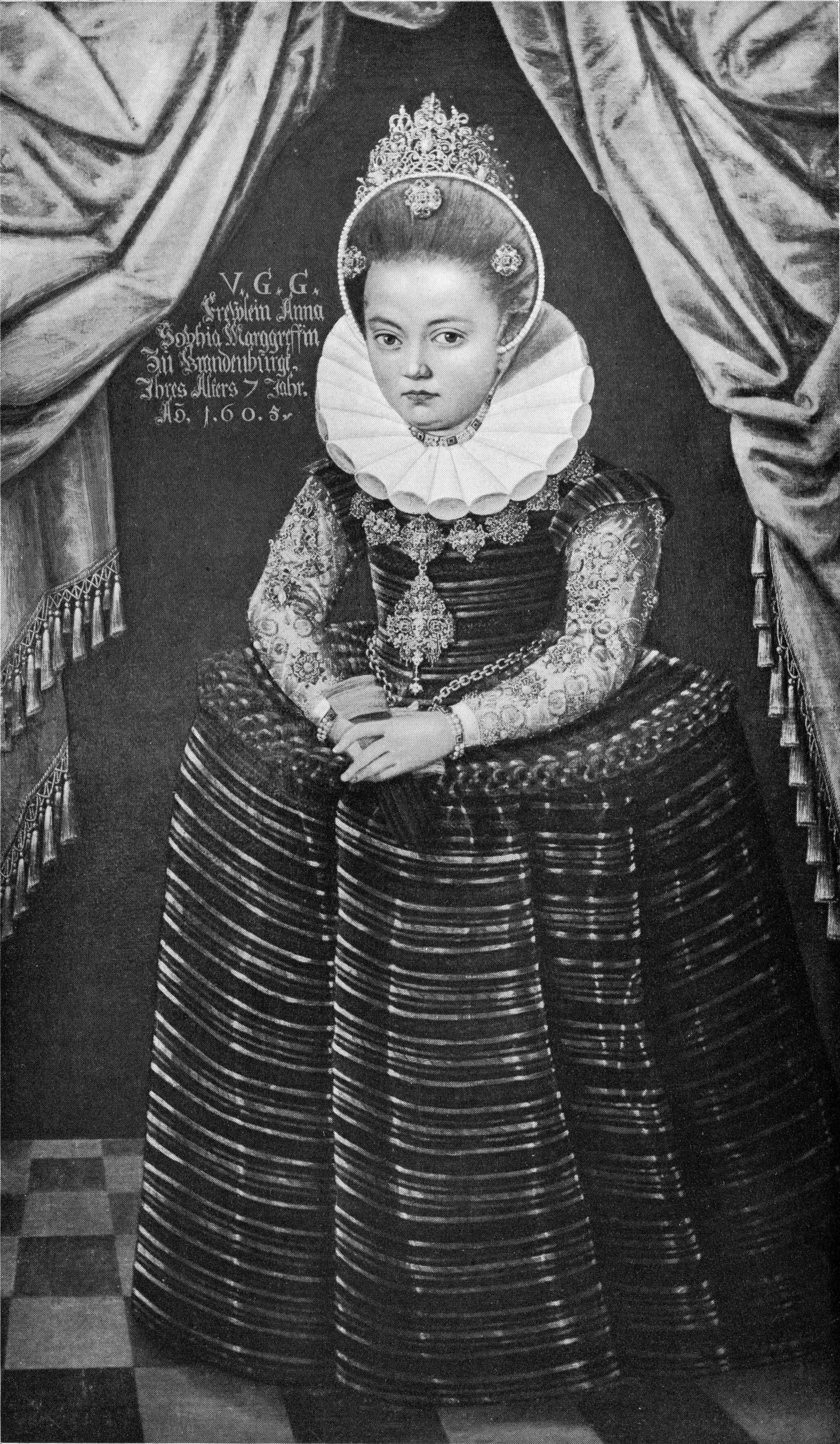
Ana Sofia em 1605, quando tinha por volta de 7 anos.

A princesa foi inicialmente escolhida para ser esposa do Wolfgang Guilherme, Conde do Palatinado-Neuburgo, mas o noivado foi rompido após ele desentender-se com o pai de Ana Sofia.
Ana Sofia, então, aos 16 anos, se casou com o duque Frederico Ulrico, de 23, no dia 4 de setembro de 1614, em Volfembutel. Ele era filho de Henrique Júlio, Duque de Brunsvique-Luneburgo e da princesa Isabel da Dinamarca. Michael Praetorious compôs a música que tocou no casamento.
O casamento permaneceu sem filhos. A duquesa manteve um caso de amor com o duque Francisco Alberto de Saxe-Lauemburgo, que serviu no exército liderado por João T'Serklaes von Tilly. Mais tarde ele foi derrotado pelo cunhado da duquesa, Cristiano de Brunsvique-Volfembutel, em uma batalha perto do Castelo de Plesse. O saque incluía a correspondência comprometedora de Ana Sofia com Francisco Alberto, que Cristiano entregou a seu irmão, o duque Frederico Ulrico. Ana Sofia, então, fugiu para a corte de seu irmão, o eleitor Jorge Guilherme. Ela escreveu ao imperador Fernando II dizendo que seu marido a "havia privado de seus afetos conjugais e de seu coração", e o irmão dela escreveu ao cunhado que ele deveria dar uma licença à esposa e enviar as joias adiante.

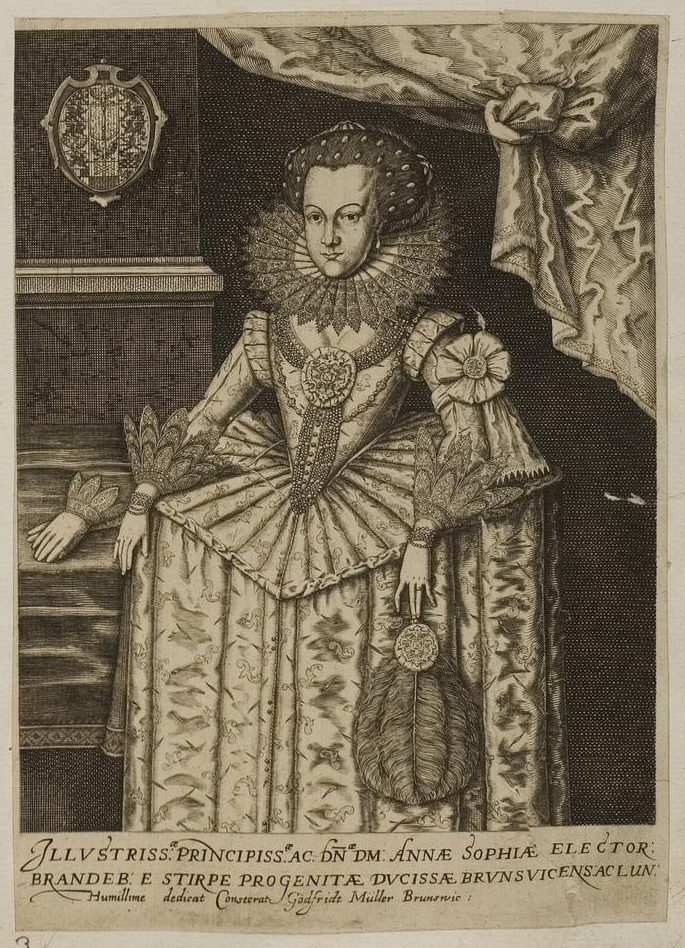
Gravura da duquesa por autor desconhecido.

Frederico Ulrico excluiu a esposa das orações da igreja, proibiu o pagamento de juros sobre seus bens pessoais, e confiscou os bens com os quais ela havia contribuído. No entanto, Ana Sofia não atendeu à convocação para comparecer à Volfembutel diante de um consistório, e também se recusou a consentir com o divórcio e novo casamento de Frederico Ulrico. O imperador Fernando II, que deveria intervir para mediar, falhou, e, em 1626, deixou o caso para o João Jorge I, Eleitor da Saxônia. Ele nomeou um tribunal presidido pelo pregador da corte superior, Matthias Hoë von Hoënegg. Entranto, o duque de Brunsvique-Luneburgo morreu durante as negociações, em Brunsvique, causando, assim, a extinção da Casa Média de Brunsvique.
Ana Sofia passou a morar na sua residência viúva, o Palácio de Schöningen. Lá ela fundou e apoiou ativamente a escola municipal de Schöningen, que foi nomeada Anna-Sophianeum em sua homenagem. Ela mandou redesenhar o edifício adquirido para esse fim em estilo barroco e mandou colocar os brasões de Brandemburgo e Brunsvique no portal; a casa agora é usada como museu local. 
A duquesa viúva nomeou Raban von Canstein como conselheiro da corte e marechal-chefe, que mais tarde fez carreira para seu irmão como presidente da câmara da corte. Descrita como extremamente inteligente, ela conseguiu manter seu contradote fora do caos da guerra através de negociações inteligentes com as várias partes na Guerra dos Trinta Anos, e também foi capaz de proteger a Universidade de Helmstedt. 
Em 29 de abril de 1629, houve uma transferência cerimonial do cargo de Calvörde (um Amt) na cidade mercantil de Calvörde, do comissário imperial com o coronel David Becker, Barão von der Honor, para a duquesa Ana Sofia. Os líderes militares de todos os partidos emitiram cartas de proteção para Ana Sofia, e a universidade e as propriedades da duquesa foram as únicas partes do país que permaneceram protegidas de ataques e saques.
Ana Sofia faleceu no dia 19 de dezembro de 1659, aos 61 anos de idade, e foi enterrada na Cripta da Casa de Hohenzollern na Catedral de Berlim. Cerca de 50 livros de sua biblioteca estão agora nos Arquivos do Estado da Baixa Saxônia, em Volfembutel.